# V petek zvečer (oddaja)
V petek zvečer je bila razvedrilno-glasbena oddaja, ki je bila na sporedu na Televiziji Slovenija ob petkih ob 20. uri. Prva oddaja je bila predvajana 12. marca 2021, vodila sta jo Blaž Švab in Melani Mekicar. V oddaji sta prisotni dve ekipi trojic znanih Slovencev, ki tekom oddaje tekmujeta v kvizu o slovenski glasbi, pogosto nastopijo tudi v vmesnih glasbenih točkah. Glasba v oddaji se izvaja v živo, v ta namen je prisoten tudi glasbeni sestav Diamanti. Med oddajo so predvajani tudi kratki skeči.
Novembra 2023 je eden od voditeljev oddaje Blaž Švab potrdil, da se oddaja poslavlja, ker ekipa potrebuje premor. Zadnja oddaja je bila predvajana 8. decembra 2023, na Silvestrovo pa še tradicionalna praznična edicija.

## Sezone
| Sezona | Sezona | Oddaje | Trajanje sezone    | Trajanje sezone   |
| Sezona | Sezona | Oddaje | Začetek sezone     | Konec sezone      |
| ------ | ------ | ------ | ------------------ | ----------------- |
|        | 1      | 12     | 12. marec 2021     | 28. maj 2021      |
|        | 2      | 12     | 24. september 2021 | 31. december 2021 |
|        | 3      | 11     | 18. marec 2022     | 3. junij 2022     |
|        | 4      | 15     | 23. september 2022 | 30. december 2022 |
|        | 5      | 11     | 10. marec 2023     | 26. maj 2023      |
|        | 6      | 11     | 29. september 2023 | 8. december 2023  |

## Ustvarjalci
- Voditelja: Melani Mekicar in Blaž Švab
- Režiserja: Marjan Kučej in Aljaž Bastič
- Scenarista: Jure Karas in Blaž Švab
- Glasbeni producenti: Matjaž Vlašič, Miha Gorše in Martin Juhart[2]
- Humoristi: Miha Brajnik, Jernej Kogovšek, Mario Ćulibrk, Niko Zagode in Lucija Harum
- Kapetana tekmovalnih ekip: Miha Brajnik in Žiga Regina
- Avtorja naslovne skladbe: Matjaž Vlašič in Urša Vlašič
- Glasbeni urednik: Martin Juhart
- Člani spremljevalne zasedbe Diamanti: Miha Gorše, Martin Juhart, Lovro Sadek, Mike Orešar, Tomaž Boškin, Jure Rozman, Maj Vlašič, Nace Jordan, Dejan Korenak, Goran Moskovski, Lucija Marčič, Sara Lamprečnik